# Trinity K. Bonet
Joshua Jamal Jones (nascut el 31 de gener de 1991), més conegut pel nom artístic de Trinity Kardashian Bonet, és una drag queen, intèrpret, imitadora de celebritats, actor i cantant nord-americà que va cridar l'atenció internacional durant la sisena temporada de RuPaul's Drag Race el 2014. Bonet va llançar el seu primer senzill, "I'm a Drag Queen" el 6 de setembre de 2017, i el vídeo musical que l'acompanya es va publicar més tard el 18 d'octubre. El 26 de maig de 2021, va ser anunciada com a part del repartiment de la temporada 6 de RuPaul's Drag Race All Stars juntament amb 12 concursants més.

## Primers anys de vida
Jones va néixer a Veronica Jones el 31 de gener de 1991. Va començar en el món del drag quan tenia quinze anys. Va ser diagnosticada com a VIH positiva el 2012. Vivia a Atlanta, Geòrgia abans de competir a RuPaul's Drag Race. La seva mare drag va ser la difunta Byanka Monroe, una animadora de la zona d'Atlanta que va morir el 2011, abans de competir a RuPaul's Drag Race.

## Carrera
Bonet va ser anunciat com un dels catorze concursants de la sisena temporada de RuPaul's Drag Race el 2014. Va estar entre les pitjors en tres ocasions durant el programa. Primer va vèncer a April Carrion en una sincronització de llavis amb "I'm Every Woman" de Chaka Khan. Després va vèncer Milk en una sincronització de llavis amb "Whatta Man" de Salt-N-Pepa. Va ser enviada a casa per Adore Delano en la seva tercera vegada entre les pitjors, sincronitzant els llavis amb "Vibeology" de Paula Abdul. Durant el programa, Bonet va revelar el seu estat seropositiu, convertint-se en la segona concursant de la història del programa en fer-ho, després d'Ongina.
Després de Drag Race, Bonet va caminar per a la desfilada de Marco Marco 2014 a la setmana de la moda de Los Angeles, amb altres antics alumnes. Va ser una de les trenta drag queens presentades a l'actuació de Miley Cyrus a VMA el 2015.
Va rebre el suport en línia de Cardi B el 2018, elogiant la sincronització de llavis de Bonet a " I Like It ". Va fer un homenatge de sincronització de llavis davant de Monica al Scandalo Nite Club. Va ser la segona alternativa al certamen de Miss Gay UsofA el 2018.
Bonet va aparèixer com a imitador de Whitney Houston per a un esbós d'obertura de l'episodi del 3 de juny de 2019 de The Ellen DeGeneres Show. Aquell mateix mes, la revista de New York va nomenar Bonet com una de les 100 Drag Queens més poderoses d'Amèrica. Va interpretar a Cardi B al vídeo musical de "You Need to Calm Down" de Taylor Swift el 17 de juny.
El 26 de maig de 2021, es va revelar que tornaria com a competidora a la sisena temporada de Rupaul's Drag Race All Stars al costat de 12 concursants més. Al 3r episodi de la temporada (Side Hustles) va guanyar el repte principal per les seves habilitats d'actuació i comèdia i més tard va perdre el Lip-Sync For Your Legacy a "Physical" de Dua Lipa contra Lip-Sync Assassin Laganja Estranja.
El gener de 2022, Bonet es va afegir al repartiment rotatiu d'una dotzena de reines de Drag Race a RuPaul's Drag Race Live!, una residència d'espectacles de Las Vegas al Flamingo Las Vegas. Al març, Bonet, juntament amb la resta de la RuPaul's Drag Race Live! repartiment, va actuar amb Katy Perry durant la seva residència de concerts Play al Resorts World Las Vegas.

### Música
Bonet va llançar el seu primer senzill, "I'm a Drag Queen" amb Norman Ebony el 6 de setembre de 2017. El vídeo musical es va publicar el 18 d'octubre.